# العلاقات التركية الكويتية
العلاقات الكويتية التركية، هي العلاقات الخارجية بين الكويت وتركيا. ويوجد للكويت سفارة في إسطنبول، ولتركيا سفارة في مدينة الكويت، وصفت وزارة الشؤون الخارجية التركية بأن العلاقات الحالية في "مستوياتٍ متميزة"، كما أكد مسؤولون ومفكرون أتراك عمق العلاقات الكويتية التركية في العديد من المجالات، كما أن العلاقات بين البلديّن مبنية على المصالح الاقتصادية كذلك، إذ تم توقيع العديد من الاتفاقيات مؤخراً للتعاون المتبادل في مجال السياحة والاقتصاد والصحة والنفط.

## التاريخ
ارتبطت الكويت وتركيا بعلاقات مميزة وفريدة من نوعها قائمة على الثقة والاحترام المتبادل منذ أيام الدولة العثمانية ما كان له الأثر الكبير في استقرار الكويت من جهة وفي إيجاد أرضية صلبة ارتكزت عليها العلاقات الكويتية التركية من جهة أخرى.
تعود جذور العلاقة بين البلدين إلى أمدٍ بعيد لكنها لم تتبلور بصورتها الرسمية إلا في عام 1969 حين وقع البلدان اتفاقية إقامة العلاقات الدبلوماسية والتي أعقبها تبادل افتتاح السفارات في الدولتين عام 1970.
ويرى بعض المحللين أن العلاقات الكويتية التركية منذ نشأتها غلفتها صفة البطء فسارت على استحياء نحو التطور والنمو حتى جاء عام 1990 عندما تعرضت الكويت لمحنة الاحتلال العراقي فما كان من تركيا قيادةً وشعباً إلا أن وقفت موقفاً مسانداً منذ اللحظات الأولى إلى جانب الطرف الكويتي وعودة الشرعية بقيادة آل صباح.
وبدأت بعد فترة تحرير الكويت مرحلة جديدة في العلاقات الكويتية التركية اتسمت بالنمو والتقدم المطرد والازدهار على جميع المستويات من خلال الزيارات المتبادلة بين قادة البلدين والتي شهدت ازدهاراً واضحاً.